# Rangitaiki (rzeka)
Rangitaiki – rzeka w Nowej Zelandii, na Wyspie Północnej. Liczy sobie 155 km długości, co czyni ją najdłuższą rzeką uchodzącą do Zatoki Obfitości.
Źródła w górach Raukumara, w pasmie Ahimanawa, ok. 40 km na południowy wschód od brzegu jeziora Taupo i niespełna 10 km na południe od maleńkiej osady Rangitaiki (od której wzięła nazwę), na południe od drogi nr 5, w niezamieszkanym terenie na samej granicy regionów administracyjnych Bay of Plenty i Hawke’s Bay.
Spływa generalnie w kierunku północnym. Początkowo płynie, silnie meandrując, przez wulkaniczny płaskowyż Kāingaroa, przyjmując dopływy, zwłaszcza Wheao i Whirinaki (od wschodu). Przepływa kolejno przez dwa zbiorniki zaporowe: Aniwaniwa i Matahina.
W Matahina rzeka opuszcza płaskowyż i wypływa na Równinę Rangitaiki, która była pierwotnie rozległym mokradłem. Rangitaiki nie wpływała tak jak dziś wprost do Zatoki Obfitości, lecz ok. 2 km wcześniej, przed wałem nadbrzeżnych wydm, skręcała ku zachodowi. Tam łączyła się z Tarawerą i obie uchodziły do Zatoki Obfitości w rejonie dzisiejszej miejscowości Matata.
Próby osuszenia tych terenów podejmowano od lat 90. XIX wieku. Pierwsze prace zmierzające do przekierowania rzeki sztucznym kanałem przez wał wydmowy w Thornton wprost do oceanu podjęto 16 marca 1911 r. Od 19 maja 1914 r. rzeka płynie już do Zatoki Obfitości nowym kanałem. Pozostałości dawnego koryta Rangitaiki widoczne są do dziś w postaci pasa starorzeczy i mokradeł, biegnącego wzdłuż wybrzeża między aktualnymi ujściami Tarawery i Rangitaiki. Mokradła zostały następnie osuszone i zamienione na pola uprawne. Równiny Rangitāiki stały się jednym z najbardziej produktywnych regionów mleczarskich w tej części wyspy.